# Snautjiksjöarna (Jokkmokks socken, Lappland, 738757-172062)
Snautjiksjöarna är en sjö i Jokkmokks kommun i Lappland och ingår i Luleälvens huvudavrinningsområde.